# Hexagrammos
Hexagrammos — рід скорпеноподібних риб родини терпугові (Hexagrammidae). Поширені у теплих морях у Тихому океані.

## Класифікація
У роді Hexagrammos відомо 6 видів терпугів: один азійський (японський терпуг), три азійсько-американських (бурий, плямистий і червоний терпуги), один американський. У них спинний плавець має виїмку приблизно на середині, хвостовий плавець широкий, округлий або усічений (прямий).
Тримаються ці терпуги біля берегів серед підводних скель і рифів й у заростях водоростей. Живляться хробаками, ракоподібними й дрібною рибою. Нерест восени або взимку. Ікра, що має буре, блакитне або фіолетове фарбування, відкладається великими масами серед каменів і водоростей.

### Терпуг однолінійний
Терпуг однолінійний (Hexagrammos agrammus) відрізняється від барвистих терпугів наявністю тільки однієї бічної лінії. На голові дві пари мочок. Довжина риби до 29 см забарвлення жовто-буре з неправильним малюнком з темно-бурих плям. Зустрічається біля берегів Японії, Кореї й Північного Китаю.

### Терпуг японський
Терпуг японський (Hexagrammos otakii) завдовжки до 30 см, але може досягати і 50 см. Зустрічається біля берегів Кореї, Японії й Північного Китаю. Це цінна промислова риба, що вважається дуже смачною. Молодь цього виду іноді тримають в акваріумах.

### Терпуг бурий
Терпуг бурий (Н. octogrammus) завдовжки зазвичай до 35 см, біля Камчатки — до 42 см. Забарвлення його зеленувато-буре або коричневе з неправильної форми бурими плямами, нижня частина голови й черево світлі. На голові розташовані темно-бурі смуги, що розходяться від очей, на щоках — різкі блакитнувато-білі плями, над основою грудного плавця— кругла чорна пляма.
Розповсюджено бурий терпуг у Японському, Охотському, Беринговому морях; по американському узбережжю — на південь до Ситки, на острові Баранова. На початку літа підходить до берегів, а восени відходить на глибини.
Бурий терпуг ловиться повсюдно, становлячи прилов берегових і ставних неводів. Добре ловиться він також і на вудку. На ринках у Північній Японії є звичайною рибою, хоча малоцінною. Використається місцевим населенням. М'ясо зеленого кольору, але при варінні пігмент руйнується й зелене забарвлення зникає.

### Терпуг плямистий
Терпуг плямистий (Н. stelleri) має струнке тіло; довжина його звичайно 35, рідше до 45 см. На початку спинного плавця є характерна темна пляма.
Плямистий терпуг широко розповсюджений. Він зустрічається в північній частині Японського моря, в Охотському і Беринговому морях і по американському узбережжю від Берингової протоки до Каліфорнії. Заходить в опріснені райони. При відпливі часто залишається в калюжах на смузі припливу, де його ловлять песці й мартини.
Господарське значення цього терпуга невелике, хоча м'ясо його має гарний смак. Плямистий терпуг часто попадається як прилов у ставних й закидних неводах, зяброві мережі й інші знаряддя лову. Добре ловиться на вудку. Жителі Сахаліну надають перевагу йому перед іншою місцевою рибою, використають у свіжому виді й засолюють на зиму.

### Терпуг червоний
Терпуг червоний (Н. lagocephalus) має масивне тіло. Він розповсюджений біля Хоккайдо, Камчатки, Курильських, Командорських й Алеутських островів і від Аляски до Каліфорнії (довгоброва форма). В азійської форми надочноямкові мочки короткі й масивні, у американської вони дуже довгі, по довжині приблизно дорівнюють вертикальному діаметру орбіти.
Довжина цих риб до 60 см. У забарвленні різко виражений статевий диморфізм. У самців забарвлення темне, вишнево-червоне, нижня частина голови жовтогаряча, черево темне, сіро-синього цвіту. Нижні частини грудних плавців, черевні й анальні плавці чорні. Краї грудних, спинного й хвостового плавців червоні або яскраво-рожеві. На тілі й плавцях розташовані блакитні плями. Очі червоні. Молодь червоного терпуга має зеленувато-буре забарвлення. Господарське значення невелике. Місцеве населення ловить його для особистого споживання, але вважає малоцінною рибою. М'ясо часто має синювате забарвлення. Воно їстівне, але не дуже смачне.

### Терпуг американський
Терпуг американський (Н. decagrammus) має на голові дві пари мочок: товсті гіллясті над оком і маленькі на потилиці. Довжина риб — до 53 см. Забарвлення яскраве. Американські дослідники порівнюють його із плавучими квітковими клумбами. У самця тіло бурувато-маслинове із синім або мідним відтінком. На голові й на тілі великі сині плями, оточені кільцем червоно-бурих дрібних цяток; на плавцях темні плями й смуги. Забарвлення самки від світло-бурого до блакитного із дрібними жовтогарячими плямами. Через різне забарвлення самців і самок неодноразово описували як різні види. Розповсюджено американський терпуг від Південно-Східної Аляски до Південної Каліфорнії; досить звичайний у водах Британської Колумбії й в острова Ванкувер. Молодь розміром від 2,5 до 8 см часто тримається біля поверхні у відкритому морі в Аляскинській затоці, де нею живляться лососі. Це цінна риба з дуже смачним м'ясом.